# Toshihiro Uchida
Toshihiro Uchida (jap. 内田 利広 Uchida Toshihiro; ur. 12 sierpnia 1972) – japoński piłkarz występujący na pozycji pomocnika.

## Kariera klubowa
Od 1995 do 2000 roku występował w klubach Nagoya Grampus Eight i Cerezo Osaka.